# Wahnesia gizo
Wahnesia gizo is een libellensoort uit de familie van de Argiolestidae, onderorde juffers (Zygoptera).
De wetenschappelijke naam van de soort is voor het eerst geldig gepubliceerd in 2008 als Argiolestes gizo door Kalkman.